# Duel à Rio Bravo
Pour plus de détails, voir Fiche technique et Distribution.
Duel à Rio Bravo (titre original : Desafio en Rio Bravo) est un film franco-hispano-italien Réalisé par Tulio Demicheli, sorti en 1964.

## Synopsis
Au Nouveau-Mexique, un groupe de hors-la-loi domine la petite ville de Rio Bravo. Jennie Lee, gérante du Saloon, demande à son ami Wyatt Earp de remettre de l'ordre dans la ville. Ce dernier décide de porter secours à une nommée Clementine Hewitt. Propriétaire d'une mine d'argent, elle est sans cesse harcelée par les bandits qui veulent s'approprier du butin pour le compte de Pancho Bogan...

## Fiche technique
- Titre original espagnol : Desafio en Rio Bravo
- Titre italien : Sfida a Rio Bravo
- Réalisation : Tulio Demicheli
- Scénario et histoire : Tulio Demicheli
- Directeurs de la photographie : Mario Capriotti et Guglielmo Mancori
- Montage : Roberto Cinquini
- Musique : Angelo Francesco Lavagnino
- Costumes : Italia Scandariato
- Production : Ike Zingarmann
- Genre : Western
- Pays d'origine :  Italie |  Espagne |  France
- Langue de tournage : Italien
- Durée : 85 minutes (1 h 25)
- Date de sortie :
  - Italie : 19 novembre 1964
  - France : 18 août 1965

## Distribution
- Guy Madison (VF : Marc Cassot) : Wyatt Earp / Laramie
- Fernando Sancho : Pancho Bogan
- Madeleine Lebeau : Jennie Lee (prononcée "Jeannie" en VF)
- Gérard Tichy (VF : Edmond Bernard) : Zack (Jack en VF) Williams
- Carolyn Davys (VF : Martine Sarcey) : Clementine Hewitt
- Beni Deus (VF : Jean Violette) : Traidor (Burt en VF)
- Olivier Hussenot (VF : Lui-même) : le juge
- Massimo Serato (VF : Roland Ménard) : Leo, le shérif